# Piazza Giacomo Matteotti (Siena)
Piazza Giacomo Matteotti, popolarmente nota come piazza della Posta, è una delle principali piazze di Siena, in Toscana.

## Storia
Originariamente, su quest'area posta lungo la via Francigena sorgeva un imponente castellare appartenente ai Malavolti, una delle famiglie più influenti della città, comprendente torri, chiese, granaio, stalle e altri edifici. Al suo interno si trovava anche la chiesa di Sant'Egidio. L'area divenne presto nota con il nome di Poggio dei Malavolti.
Nel corso dei secoli, le alterne vicende politiche e sociali portarono alla progressiva demolizione del castellare: già nel 1408 furono usate le pietre di alcune sue parti per la costruzione delle mura presso Santo Spirito, e nel XVI secolo quasi tutto l'edificio era ormai scomparso, lasciando solo la chiesa di Sant'Egidio e qualche resto visibile nell'area di via del Cavallerizzo e all'angolo con via Malavolti.
Dopo la distruzione del castellare, nell'area si insediarono due conventi: quello di Santa Caterina del Paradiso, fondato dalle suore domenicane alla fine del Quattrocento, e quello delle Monache Cappuccine di Passitea Crogi, costruito nei primi del XVII secolo. Le monache avevano un giardino di clausura e un edificio collegato tramite un cavalcavia alla chiesa di Sant'Egidio, che perse il suo status parrocchiale nel 1598 e divenne oratorio delle suore.
Tra la fine del XIX e l'inizio del XX secolo, la zona subì profondi mutamenti urbanistici che ne modificarono l'impianto originario, con la trasformazione dell'ex poggio dei Malavolti in una moderna piazza e la demolizione del convento delle Cappuccine e di Sant'Egidio per la costruzione del palazzo della Camera di commercio (1904) e del palazzo delle Poste (1912), entrambi progettati dall'architetto Vittorio Mariani. La piazza, intitolata a Umberto I, prese la dedicazione a Giacomo Matteotti nel dopoguerra, anche se divenne popolarmente nota come "piazza della Posta". Il ricordo delle antiche proprietà dei Malavolti è mantenuto nel nome della strada ("via dei Malavolti") che collega la piazza con piazza Gramsci e nel vicolo ("via dell'arco Malavolti") che si immette da via Pianigiani dietro il palazzo delle Poste.

## Edifici e monumenti

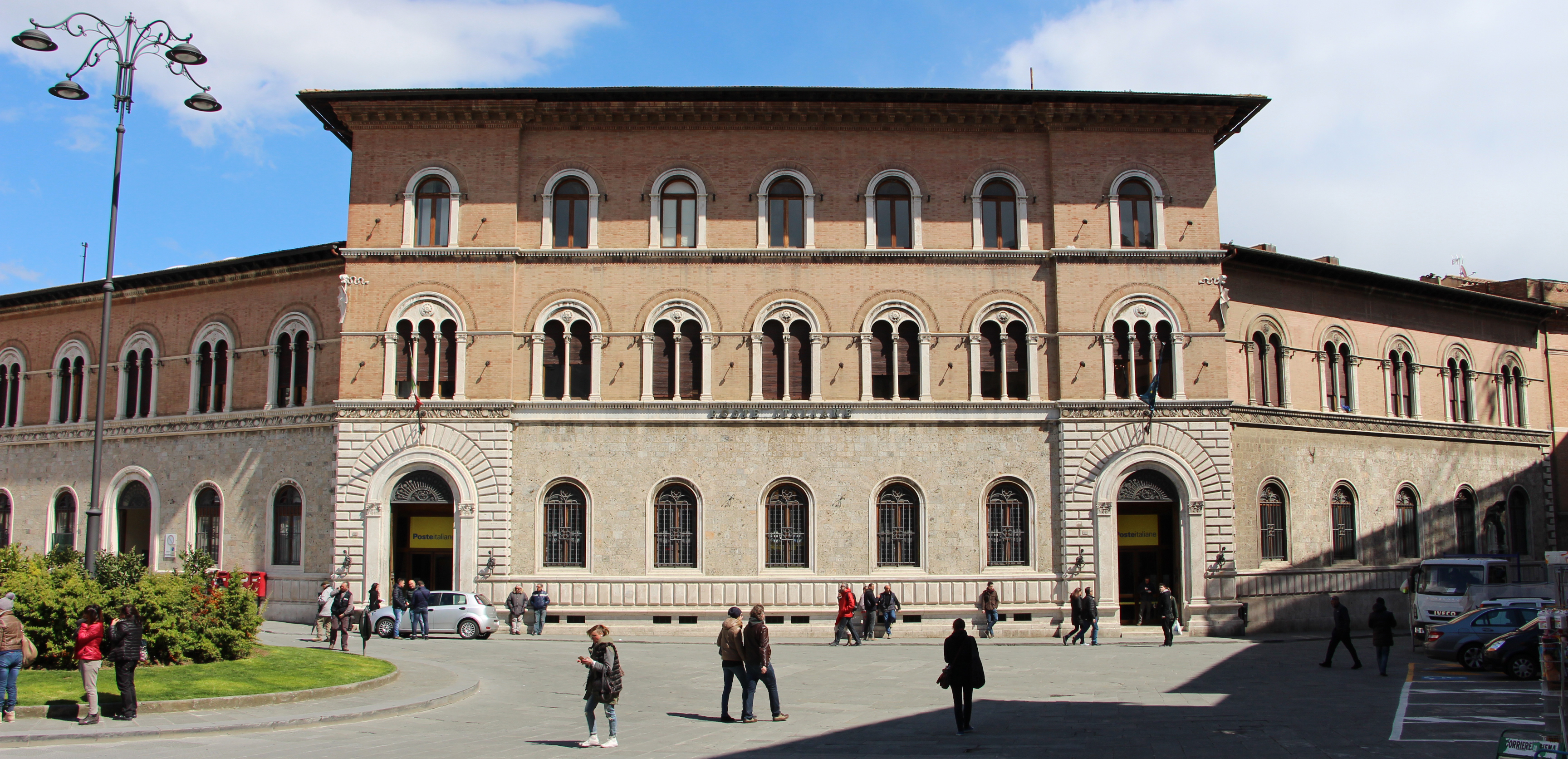
Il palazzo delle Poste

Palazzo delle Poste
Il palazzo delle Poste di Siena fu costruito tra il 1910 e il 1912 sull'area dell'ex convento delle Cappuccine, su progetto dell'architetto Vittorio Mariani. Il palazzo rappresenta un esempio di architettura storicista volto a sottolineare la funzione pubblica e sovraterritoriale dell'edificio, in aperto contrasto con il goticismo senese. La costruzione si distingue per la sua forma tripartita e l'uso di materiali come travertino, laterizio e terracotta.
Palazzo della Camera di commercio
La sede della Camera di commercio venne realizzata su progetto dell'architetto Mariani nel 1904, sul luogo del seicentesco convento delle Cappuccine. L'edificio presentava in origine uno stile neoclassico, con ampio porticato con archi sulla facciata principale, in parte tamponato nel 1927. Demolito nel dopoguerra, fu sostituito con un nuovo edificio di dimensioni maggiori, terminato nel 1955.
Oratorio di Santa Caterina del Paradiso
L'oratorio, fondato nel 1479, è stato a lungo la chiesa delle monache di Santa Caterina del Paradiso, da cui prende il nome. Tra il 1620 e il 1626, fu ricostruito l'attuale edificio in stile barocco e con navata a tre campate e un'abside profonda. Nel 1787, per decreto granducale, divenne l'oratorio della Contrada del Drago.

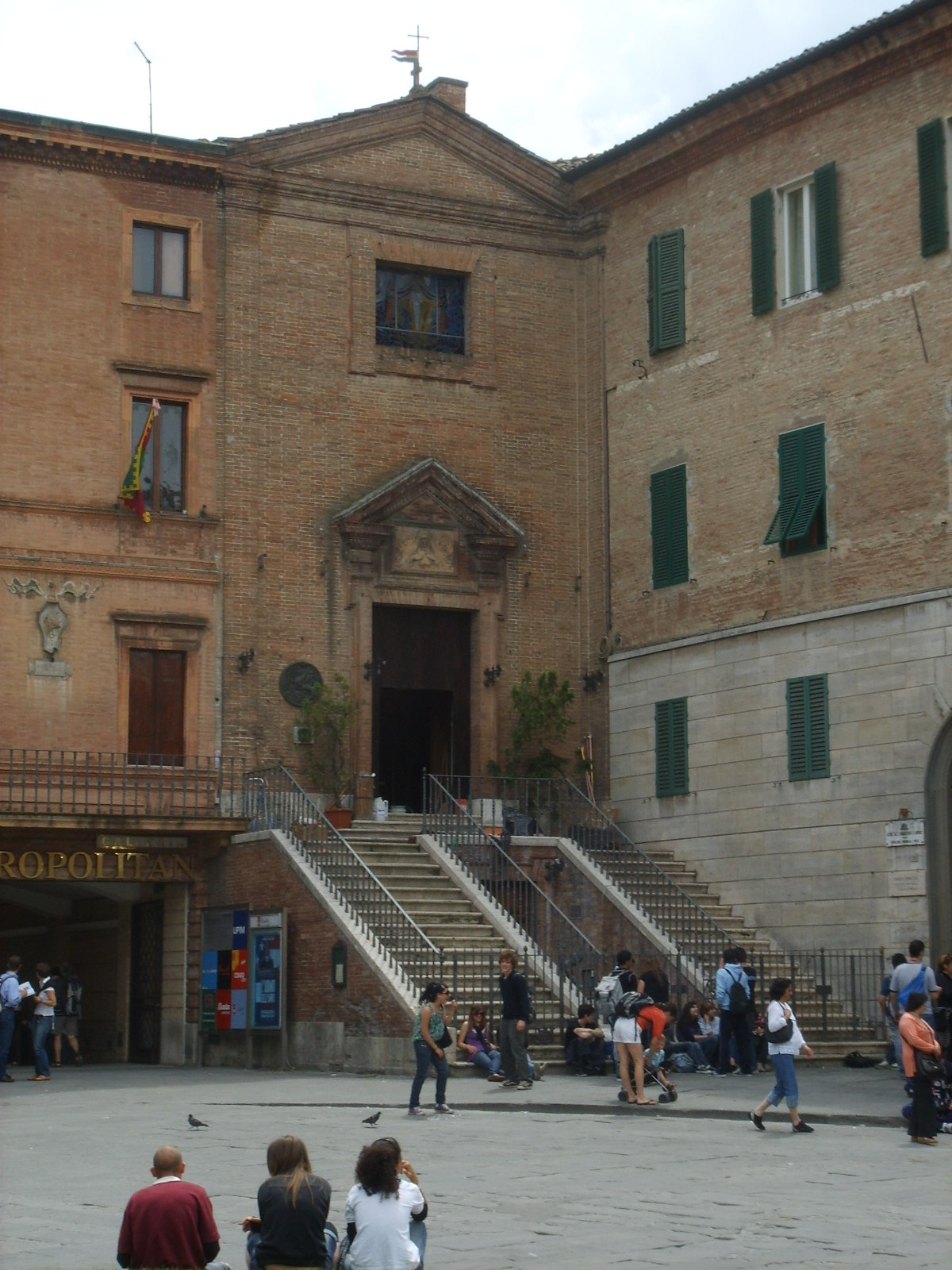
L'oratorio di Santa Caterina del Paradiso
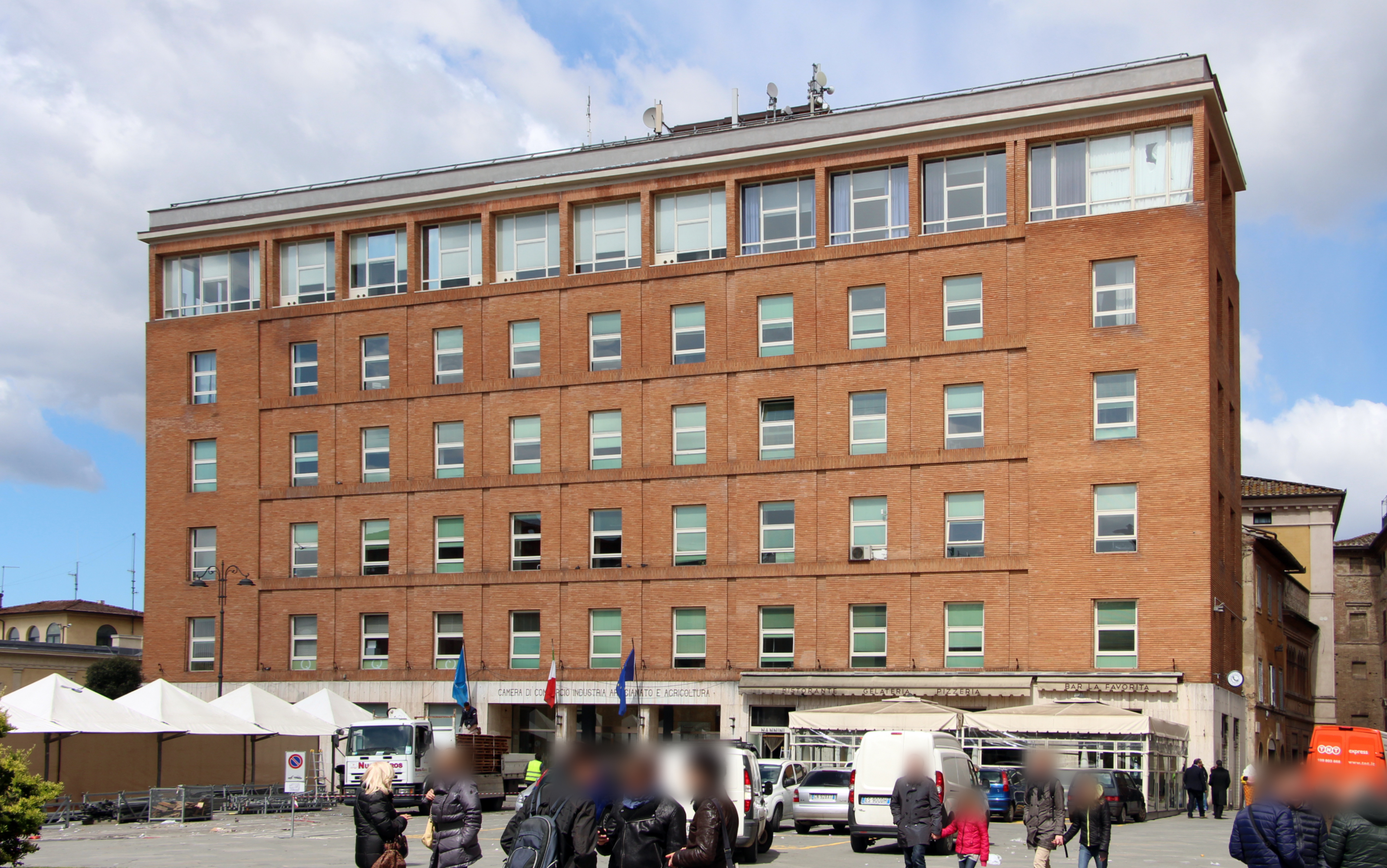
Il palazzo della Camera di commercio
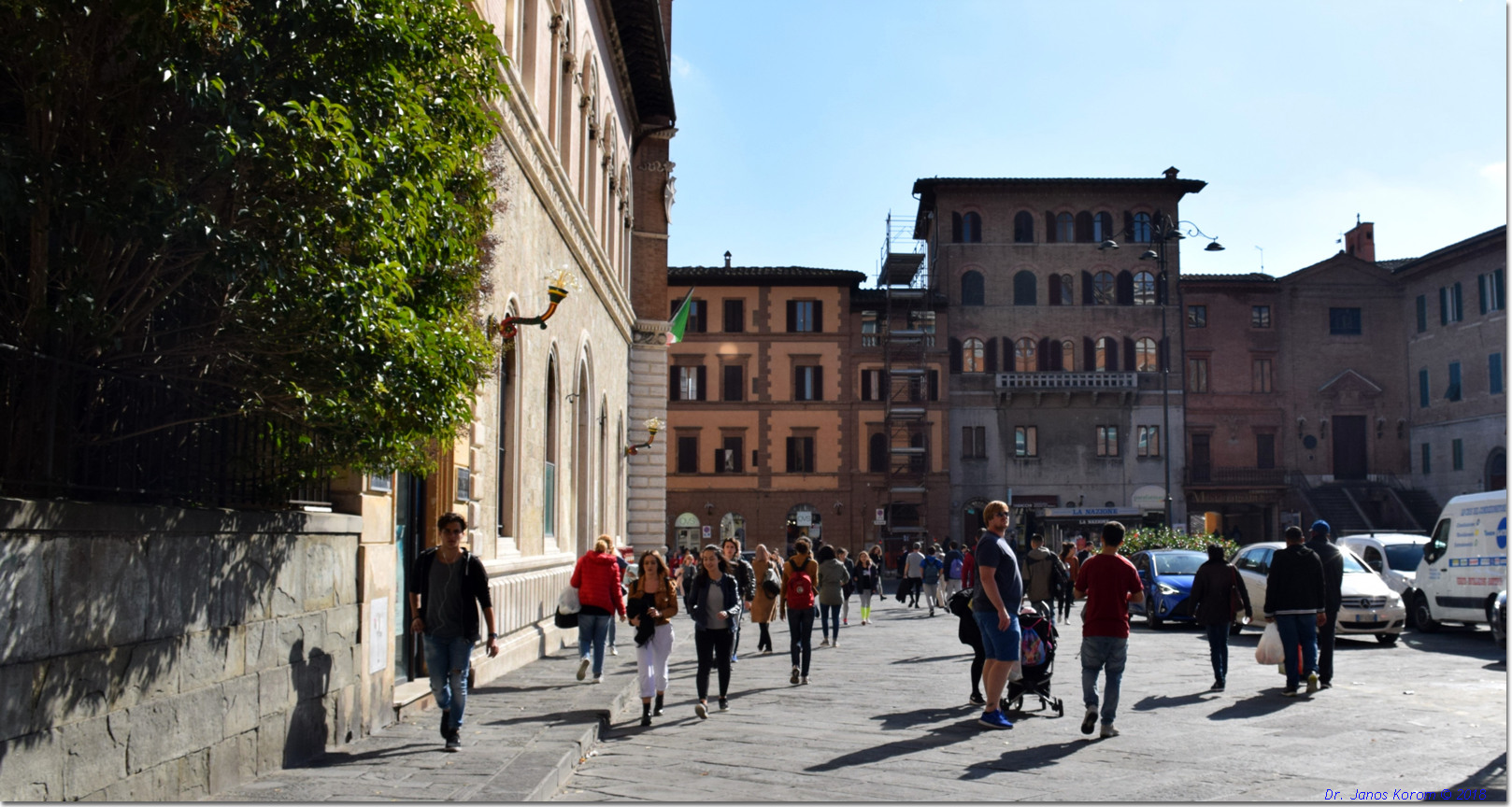
Uno scorcio della piazza